# Tag der Nationalen Solidarität
Als Tag der Nationalen Solidarität bezeichneten die deutschen Nationalsozialisten einen jährlich wiederkehrenden Sammeltag zum Auftakt des „Winterhilfswerk des Deutschen Volkes“, bei dem prominente Parteifunktionäre und Künstler mit der Sammelbüchse um Geldspenden warben.

## Einführung 1934
Am 11. Oktober 1934 rief Adolf Hitler mit einer Rede in der Krolloper zur Spendensammlung beim zweiten „Winterhilfswerk des Deutschen Volkes“ auf. Joseph Goebbels, der die erfolgreiche Aktion des Vorjahres in seinem Tagebuch als „meine größte Leistung“ hervorgehoben hatte, befürchtete jedoch bald, das Spendenaufkommen werde weit hinter den Erwartungen zurückbleiben. Er trug Ende Oktober 1934 im Tagebuch ein: „WHW steht nicht gut. Alle Kraft anstrengen. Großer Fehlbetrag zu erwarten“.
Goebbels wollte einen Rückschlag verhindern, den Sammlern „den Rücken stärken“ und das Winterhilfswerk „popularisieren“, indem er zum Auftakt der reichsweiten Sammlungen prominente Künstler und Funktionäre einbezog. Die gelenkte Presse, Kinowerbung und Plakate kündigten einen „Tag der Nationalen Solidarität“ an. Goebbels notierte am 10. Dezember 1934 vom durchschlagenden Erfolg dieses Tages, an dem nach ersten Schätzungen reichsweit 3.500.000 Reichsmark gesammelt wurden: „Alle in Sammlerstimmung. Auch der Führer ganz begeistert. […] Um 4 [Uhr nachmittags] mit Göring am Adlon. Unbeschreiblich. Zehntausende. Ein unübersehbarer Jubel und Trubel. Ich werde fast erdrückt. […] Diese herrlichen Berliner! Und sie geben. Am herzlichsten die Ärmsten. Oft kommen mir die Tränen. Ich sammele überall. Auch Magda [Goebbels]. Und tausende andere. Alle sind davon begeistert. Abends zum Führer. Bericht. 30 Sammler und Sammlerinnen da. Hochstimmung. Ein großer Sieg. Ich habe 42 Büchsen voll“.

## Begriff
Der Begriff „Nationale Solidarität“ wird Joseph Goebbels zugeschrieben und wurde von Adolf Hitler in der Eröffnungsrede am 13. September 1933 verwendet. Er sollte in propagandistischer Absicht den „im Bewusstsein der Arbeiter verankerten Slogan internationale Solidarität“ verdrängen. Die Zeitschrift Muttersprache bemängelte 1935: „Jeder, dem seine deutsche Muttersprache als teuerstes Erbgut von den Ahnen her, als reinster Ausdruck der deutschen Seele am Herzen liegt, muß sich aufs tiefste gekränkt fühlen durch die unglückliche Wahl jener welschen Bezeichnung für eine so heilige, gute deutsche Sache, einer Bezeichnung, die zudem erinnert an die ‚internationale Solidarität‘ unseligen Angedenkens…“ Dieser Einwand blieb wirkungslos.

## Deutungen
Begeistert wurde das Ergebnis dieses Tages von der Presse gelobt: „Das Winterhilfswerk 1937/38 bewies nun in seiner glänzenden Entwicklung den Fortschritt sozialistischer Erziehung in der deutschen Volksgemeinschaft. So erbrachte der Tag der nationalen Solidarität [4. Dezember 1937], an dem wieder das deutsche Führerkorps in Stadt und Land sammelte, diesmal etwa 8 Millionen RM“. Der von den Nationalsozialisten als Jude eingestufte Schriftsteller Walter Tausk trug am 3. Dezember 1938 im Tagebuch ein: „Heute ist der ‚Tag der deutschen Solidarität’, wie man gestern aus der Anlage, die gestern in unserem Briefkasten steckte, ersieht. Die Juden haben deswegen von zwölf bis zwanzig Uhr […] Hausarrest, das heißt, sie haben ihre Wohnungen nicht zu verlassen, da sie an der deutschen Solidarität unbeteiligt sind’. Das ist nicht weiter schlimm. Solange man nur in Ruhe gelassen wird“.